# Holmos
Holmos (en griego, Ὅλμοι) es el nombre de una antigua ciudad griega de Cilicia.
Según menciona Estrabón, estaba a continuación de Celénderis y allí habían habitado los seléucidas hasta que se fundó la ciudad de Seléucia, hacia el 312 a. C. junto al río Calicadno, y se trasladaron allí.
Se conservan monedas de plata de Holmos donde aparecen representados Atenea y Apolo fechadas en el siglo IV a. C. con la inscripción «ΟΛΜΙΤΙΚΟΝ» u «ΟΛΜΙΤΟΝ».
Se localiza en la población turca actual de Taşucu.